# Distretto di Santa Cruz (Santa Cruz)
Il distretto di Santa Cruz è uno degli undici distretti  della provincia di Santa Cruz, in Perù. Si trova nella regione di Cajamarca e si estende su una superficie di 102,51 chilometri quadrati.

Ha per capitale la città di Santa Cruz de Succhabamba e contava 9.627 abitanti al censimento 2005.